# Porphyrinia nivescens
Porphyrinia nivescens är en fjärilsart som beskrevs av Rothschild 1920. Porphyrinia nivescens ingår i släktet Porphyrinia och familjen nattflyn. Inga underarter finns listade i Catalogue of Life.